# Asticta dilutior
Asticta dilutior là một loài bướm đêm trong họ Erebidae.